# 刘健 (导演)

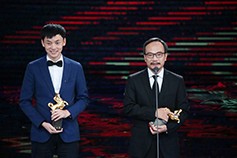
劉健（右）

劉健（1969年11月11日—），江蘇人，中國動畫電影導演、編劇，1993年畢業於南京藝術學院美術專業。1995年開始進入動畫片領域並創作了一系列短片。2007年成立南京樂無邊動畫設計工作室。
2010年，第一部作品《刺痛我》獲得第四屆亞太影展最佳動畫長片獎。2017年，第二部作品《好极了》（另名：《大世界》）入選第67屆柏林影展正式競賽單元，成為首部入圍歐洲三大國際影展正式競賽單元的中國動畫長片，繼宫崎骏的《千与千寻》之后，入圍柏林影展正式競賽單元的第二部亞洲動畫電影。也榮獲第54屆金馬獎最佳動畫長片。2023年，第三部作品《藝術學院》再次入選第73屆柏林影展正式競賽單元。

## 作品
長片
- 2010年：《刺痛我》
- 2017年：《大世界》（前名：好極了）
- 2023年：《艺术学院1994》
- 籌備中：《良渚》

短片
- 2003年：《呆眼看人呆》
- 2011年：《魯迅》
- 2012年：《混沌＆秩序》